# Abelona guadeloupensis
Abelona guadeloupensis is een rechtvleugelig insect uit de familie Gryllacrididae. De wetenschappelijke naam van deze soort is voor het eerst geldig gepubliceerd in 1935 door Karny.